# Supermarine S.6B

Supermarine S-6B, tekening met 3 aanzichten.

De Supermarine S.6B was een laagdekker race-watervliegtuig ontwikkeld door Reginald Mitchell van het bedrijf Supermarine voor het winnen van de Schneider Trophy in 1931, het is de voorloper van de Supermarine Spitfire.

## Ontwerp en historie
De S.6B was de uitkomst van een ontwikkeling die in 1925 begon met de S.4, gevolgd door de S.5 en S.6. De S.6B stond in de jaren 1930 aan de top wat betreft aerodynamische kennis. Het verschil tussen de S.6 en S.6B zat, naast enkele ontwerpdetails ter vermindering van de weerstand, voornamelijk in een krachtiger Rolls-Royce motor, die dankzij een speciale brandstofmix en natrium-gekoelde kleppen gedurende een korte tijd 2300 pk kon leveren. Goed voor een recordsnelheid van 655,87 km/u.
Na het ontwerp van de S.B6 werd Supermarine in 1931 door het Air Ministry uitgenodigd om deel te nemen aan de ontwikkeling van een nieuw geheel metalen Brits gevechtsvliegtuig. Hierop kwam Supermarine begin 1934 met het Type 224 dat echter teleurstelde en werd afgewezen voor productie. Pas het volgende project van Supermarine leidde tot de succesvolle Supermarine Spitfire die op 5 maart 1936 zijn eerste vlucht maakte.
De winnende S.6B is in originele (ongerestaureerde) toestand te zien in het Science Museum in Londen

## Voorlopers van de Supermarine S.6 B
Supermarine S.4Baanbrekend racevliegtuig uit 1925 dat de toon zette voor racevliegtuigen in de jaren 1930 en 1940. De Italiaanse Macchi M.39 was schatplichtig aan de S.4. De Supermarine S.4 was uitgerust met een Napier Lion VII watergekoelde 680 pk W-12 motor.  Maximumsnelheid 385 km/u.
Supermarine S.5Iets smallere rompdoorsnede ten opzichte van de S.4. De vleugels waren lager aan de romp geplaatst  (laagdekker). De Supermarine S.5 was uitgerust met een Napier Lion VIIA watergekoelde 900 pk W-12 motor. En voorzien van meer gestroomlijnde drijvers. Maximumsnelheid 514,30 km/u. Winnaar van de 1927 Schneider Trophy.
Supermarine S.6Versie uit 1929 die geheel was geconstrueerd van metaal. Rolls-Royce R V-12 motor, 1.900 pk. Maximumsnelheid 575,7 km/u. Winnaar van de Schneider Trophy in 1929.

## Vergelijkbare vliegtuigen
- Macchi M.39
- Caudron C.460
- Bellanca 28-70
- De Havilland DH.88 Comet

## Fotogalerij

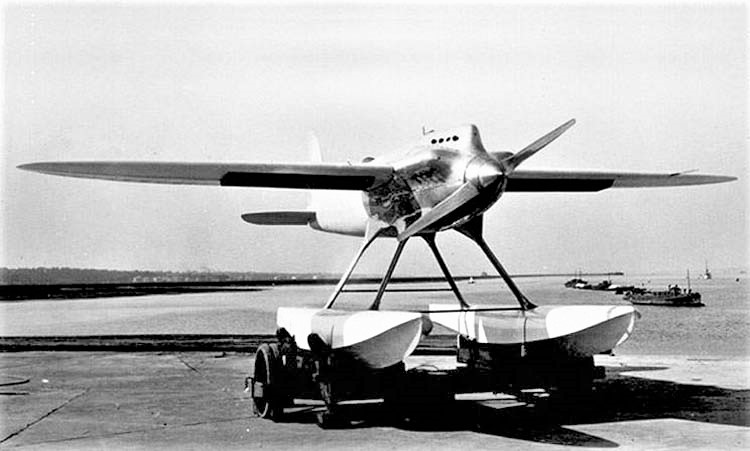
Supermarine S.4 Schneider Cup Racer. Let op de drie uitstulpingen voor de W-12 motor, iedere uitstulping bevat een blok van vier cilinders in lijn.
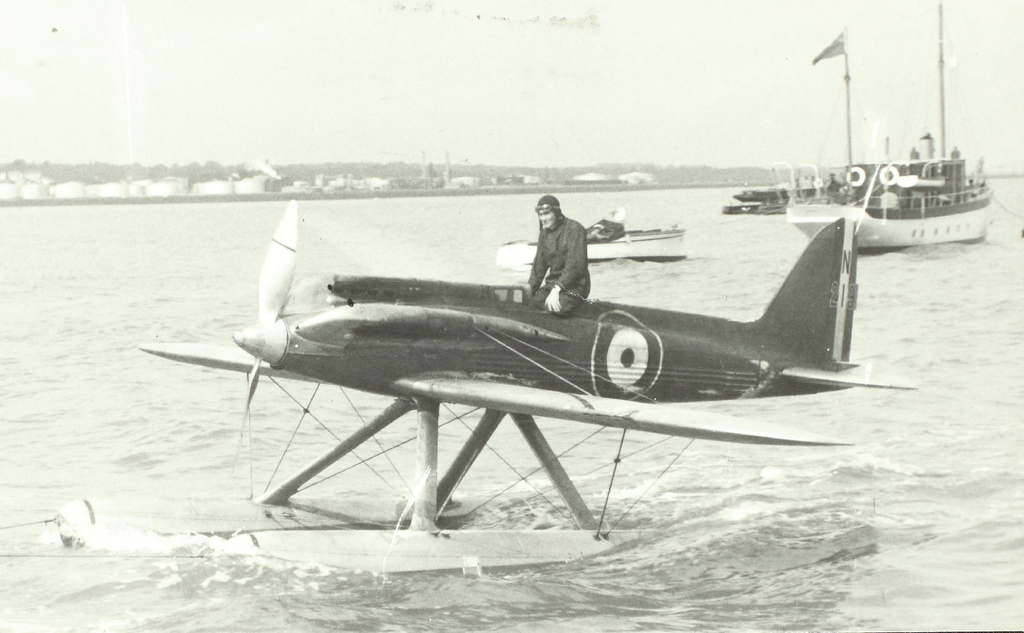
Supermarine S.5
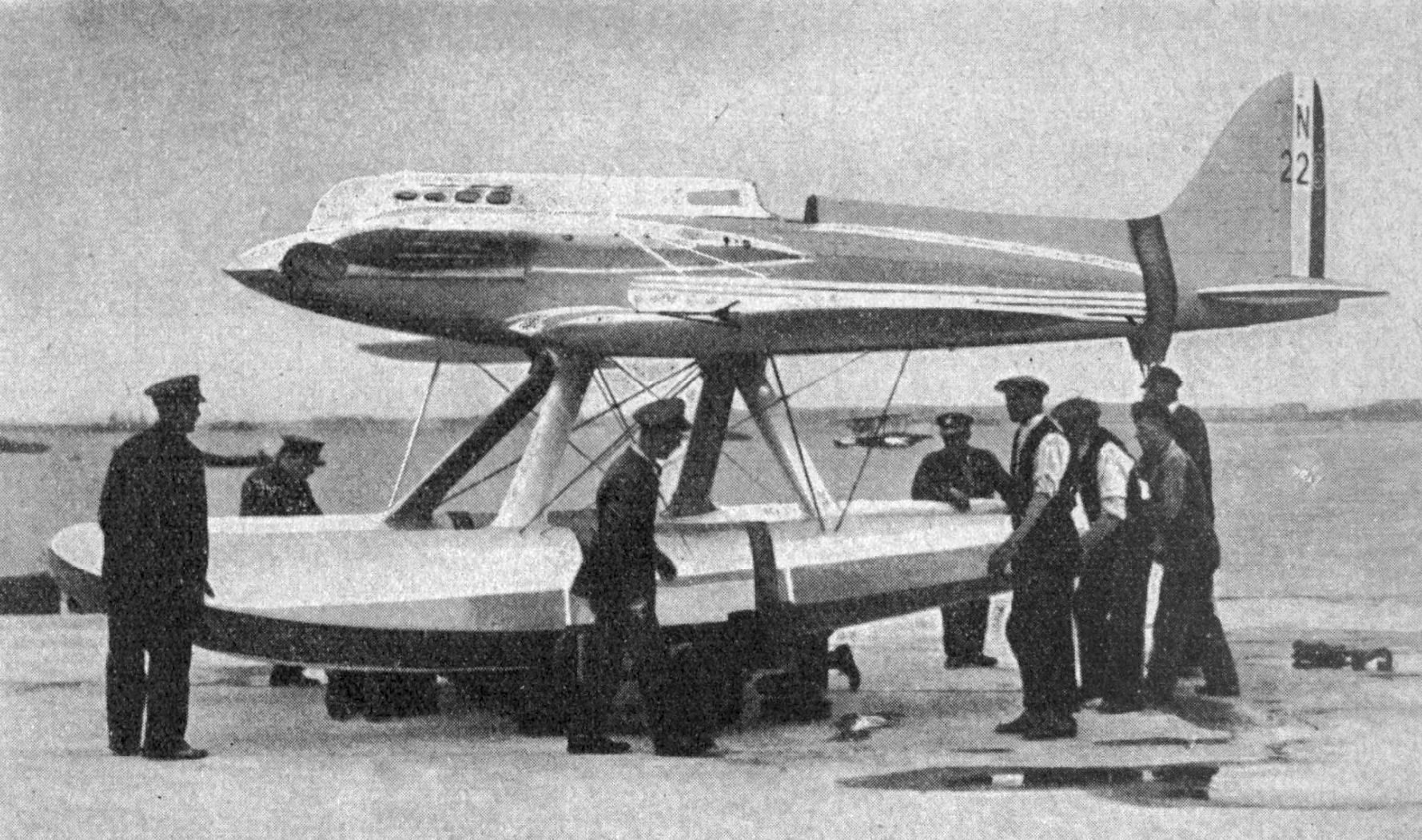
Supermarine S.5 op het strand
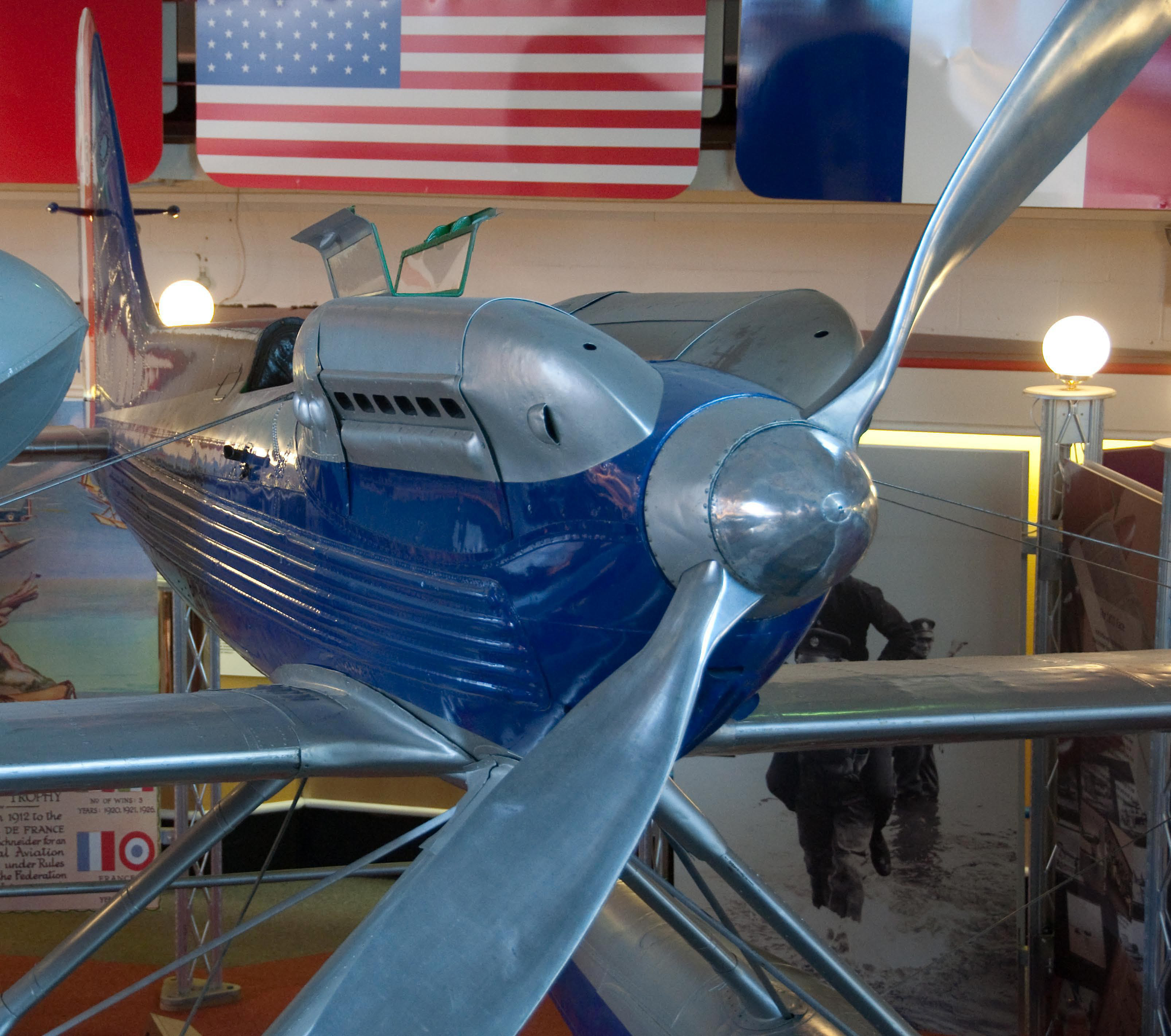
Neus van de S.6. De lange koelpijpen aan de zijkant van de romp zijn voor de oliekoeling van de V-12 motor
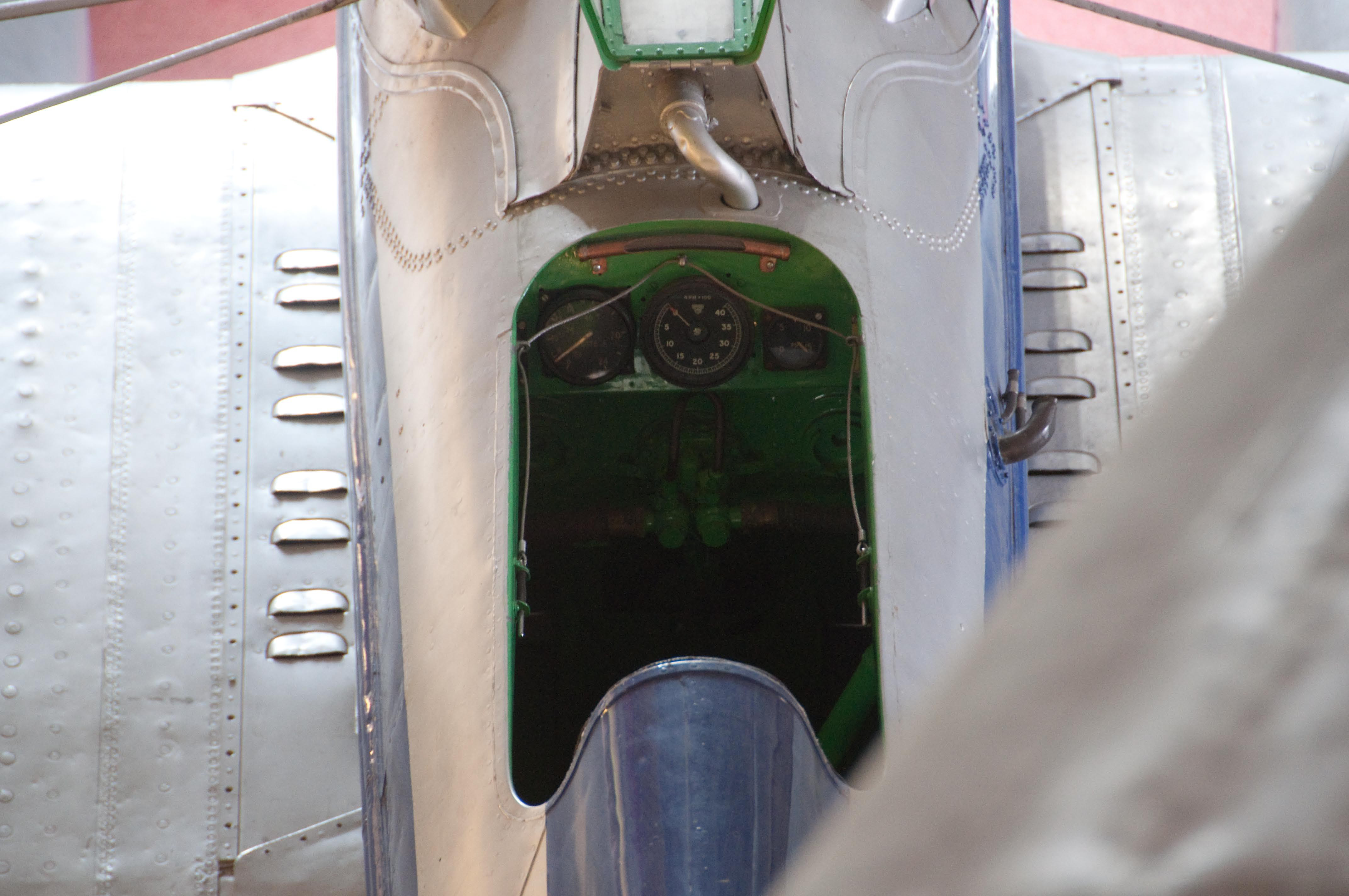
Cockpit van de Supermarine S.6 (van bovenaf gezien)